# Клиби, Шадли
Шадли Клиби (араб. الشاذلي القليبي — аш-Шадли аль-Клиби) (6 сентября 1925 — 13 мая 2020) — тунисский государственный деятель, генеральный секретарь Лиги арабских государств (1979—1990). 

## Карьера

### Правительство Туниса
- Министр культуры (1961—1970, 1971—1973, 1976—1978).
- Министр информации (1978—1979).

### ЛАГ
В 1979 году был назначен генеральным секретарём ЛАГ после того, как штаб-квартира ЛАГ была перенесена из Каира в Тунис: Египет был исключён из этой организации из-за Кэмп-Дэвидских соглашений.
В 1990 году ушёл в отставку во время наращивание усилий США в Ираке, перед Второй войной в Персидском заливе, из-за своих принципиальных возражений.

## Авторство
- Orient-Occident: la paix violente. — P., 1999.
- Habib Bourguiba: radioscopie d'un règne. — Tunis, 2012.
- تونس وعوامل القلق العربي (Тунис и факторы арабского беспокойства). — Tunis, 2020.